# Мозес Гікс Гріннел
Мозес Гікс Гріннел (англ. Moses Hicks Grinnell) (нар. 3 березня 1803 — пом. 24 листопада 1887) — офіцер військово-морських сил США, конгресмен, який представляв Нью-Йорк, і комісар Центрального парку Нью-Йорка.

## Життєпис
Мозес Гікс Гріннел народився в Нью-Бедфорді, штат Массачусетс у сім'ї комерсанта і був одним з шести синів свого батька. Після відвідування державної школи він почав працювати у віці 15 років, працюючи в приміщенні для підрахунку грошей (англ. counting room) в місті Нью-Йорк.
У 1825 році Мозес разом з братом Генрі Гріннелом став членом компанії «Grinnell Minturn & Co.», одним з головних засновників якої був його старший брат Джозеф Гріннел. Мозес став процвітаючим комерсантом і морським перевізником вантажів, і згодом був призначений президентом Нью-Йорскської Торгової Палати. Проте, на відміну від свого брата Джозефа Гріннела, який представляв Массачусетс протягом чотирьох термінів, Мозес не тримався постійно однієї партії. 

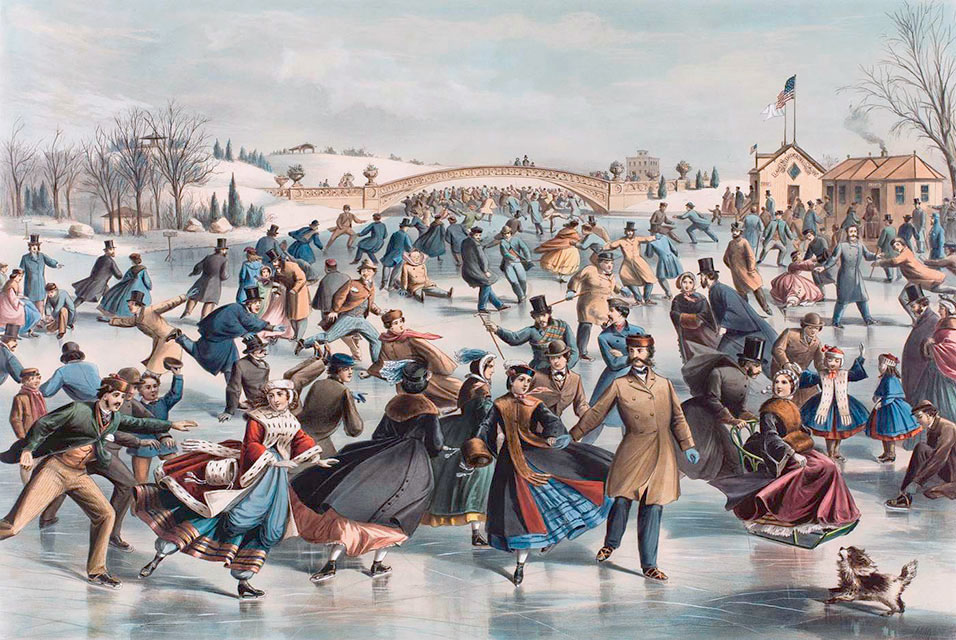
Центральний парк (Нью-Йорк) в 1862 році.

Спершу він був демократом, а потім У 1830-х роках став вігом, пізніше членом новоствореної Республіканської партії, для якої він служив членом Колегії виборщиків президента США в 1856 році.
Мозес Гікс Гріннел був призначений президентом Нью-Йорскської Торгової Палати в 1847–1848 роках. Потім в 1848–1849 роках його змінив Джеймс Г. Кінг (англ. James G. King), а з 1849 по 1852 роки Гріннел повернувся на цю посаду на другий термін.
Мозеса найкраще пам'ятають за його роботу комісаром Центрального парку Нью-Йорка в перші роки планування та спорудження міського парку.
У лютому 1860 року обраний президент Авраам Лінкольн на своєму шляху до Вашингтона, округ Колумбія, відвідав будинок дочки Гріннела в Мангеттені, тоді як сам Гріннел запросив багатьох з найвідоміших бізнесменів Нью-Йорку, щоб зустріти першого президента-республіканця. Гріннел згодом писав Лінкольну свої короткі нотатки про інших діячів, виступаючи як посередник між політичними елітами.
Мозес Гікс Гріннел був колектором порту Нью-Йорк приблизно з 20 березня 1869 року по 1870 рік і морським офіцером портової митниці з липня 1870 р. до квітня 1871 р.
Помер у Мангеттені 24 листопада 1877 року. Його відспівування було в Унітарній церкві Всіх Душ, похований на цвинтарі «Сонний видолинок».